# 筑紫三宅得許
筑紫三宅 得許（つくしのみやけ の とくこ）は、飛鳥時代の豪族。姓は連。

## 出自
三宅氏は、かつて屯倉の管掌者であった一族で、渡来人系氏族であり、一般には天日槍の子孫、田道間守の後裔とされているが、この場合の三宅連氏は屯倉の管掌者として諸国に分布しており、筑紫三宅（三家）連氏は、『古事記』中巻の神武天皇段によると、多氏・少子部宿禰氏・坂合部連氏・阿蘇君氏同様、神八井耳命を祖先としている。那津の官家の管掌者と想像される地方豪族で、『類聚国史』刑法部断罪の延暦12年8月条に、「筑前国那賀郡人三宅連真継」の名前があり、得許の子孫であろうと推定される。

## 記録
『日本書紀』巻第二十九によると、天武天皇13年12月（684年）、遣唐使の留学生として唐にわたった土師甥（はじ の おい）・白猪宝然（しらい の ほね）を送った新羅経由の船に、白村江の戦いで捕虜になった、猪使子首（いつかい の こびと）と、筑紫三宅得許が同乗していた。新羅は大奈末（だいなま）の職にあった金物儒（こんもつぬ）を遣わして、彼らを筑紫国に送っていった。
それから1週間後、
とあるので、2名の捕虜の帰還が慶事であったことがわかる。ただし、彼らとともに戦った兵士たちがどうなったのかについては語られていない。
この時の送使の饗応は、持統天皇4年（690年）に、大伴部博麻を送り届けてくれた新羅使に対する際の参考にされた、と伝えられている。
白村江の戦いにおける、最初の捕虜帰還の記録である。